# 河南省肿瘤医院
河南省肿瘤医院是位于郑州市的一所集医疗、科研、预防、教学、康复为一体的三级甲等肿瘤专科医院。1977年筹建，1984年开诊。2010年挂牌成为郑州大学附属肿瘤医院。各方面实力均居河南省专科医院首位。

## 简介
目前开放床位2996余张，临床医技科室42个，职工近3000人。其中高级职称440余人，博士、硕士650余人，博士生、硕士生导师52余人。
河南省肿瘤防治办公室、省肿瘤研究院、省抗癌协会、省血液病研究所、省肿瘤诊断治疗质量控制中心、省食管癌诊疗中心、省血液病治疗中心、省乳腺癌诊疗中心等13个省级肿瘤诊疗中心，以及省肿瘤干细胞重点实验室、省博士后研发基地等都设在该院。
地址位于郑州市东明路127号。

## 重点专科
- 国家临床重点专科：胸外科、中西医结合肿瘤内科、护理专业
- 河南省医学重点学科：胸外科、放疗科、血液科、肿瘤内科
- 河南省医学重点（培育）学科：乳腺科、放射介入科

## 荣誉
- 全国文明单位
- 全国五一劳动奖状
- 全国卫生系统思想政治工作先进集体
- 省级文明单位
- 省双十佳单位
- 两次获得“全国医药卫生系统先进集体”